# ペルセポリスから飛鳥へ

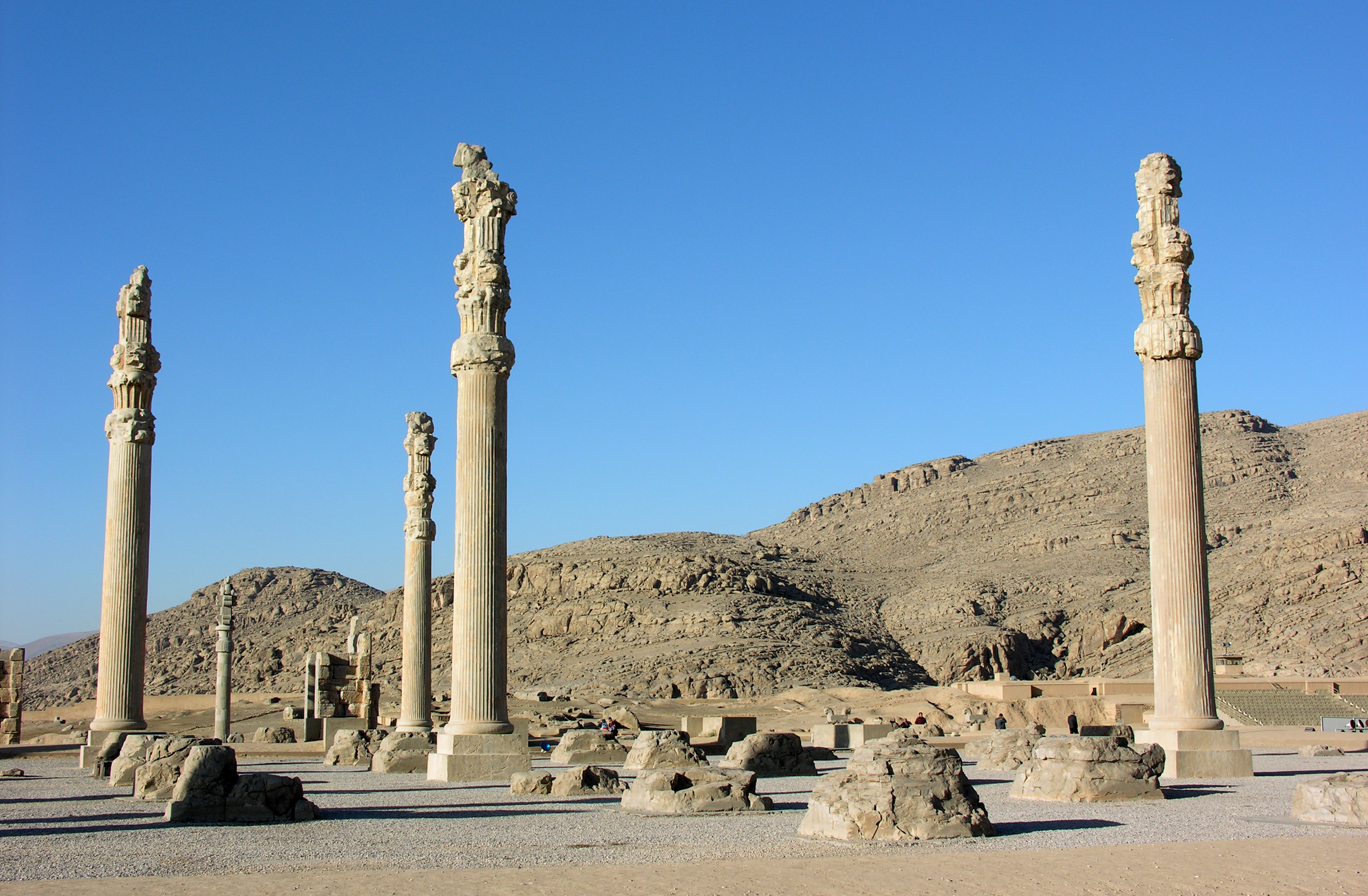
ペルセポリス宮殿跡の柱

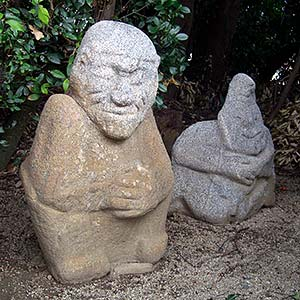
猿石（奈良県明日香村）

『ペルセポリスから飛鳥へ』（ペルセポリスからあすかへ）は、小説家の松本清張による著作。1979年5月に日本放送出版協会から書き下ろし刊行された。
イランに遺された文物や遺跡をたどりつつ、古代ペルシアと日本の飛鳥時代の文化的関連を考察した作品であり、小説『火の路』（1975年刊行）の続編的内容の著作である。

## 内容
- 前半は紀行の形式で書かれ（取材は1978年9月に行われた）、後半は著者による推論が展開されている。

1. 旅の章 I
古都レイ / ハリメジャンへの道 / エルブルズ山脈越え
  - テヘラン周辺の遺跡をめぐり、また東京大学イラク・イラン調査隊の発掘結果をふまえつつ、推論を展開。
2. 旅の章 II
シラーズ行き / ナクシュ・イ・ルスタム / イスファハンからイェズドへ / ゾロアスター教の聖地イェズド
  - パサルガダエやナクシュ・イ・ルスタム、イスファハン、イェズドなどをめぐり、アケメネス諸王の墓や摩崖横穴墓、拝火壇等の遺跡に関する推論を展開。
3. 考察の章
  - 前章を受けての考察。推論の素材は、猿石・亀石・須弥山石・酒船石遺跡・益田岩船などの飛鳥の石造物、石の宝殿（生石神社）、法隆寺の天蓋、飛鳥寺の伽藍配置から、ペルセポリス宮殿や古代インドの柱頭飾り、サーサーン朝期の彫刻、ローマガラスの出土分布、古代オリエントのジッグラトなど、多岐にわたる。